# Мокрый Карамык
Мокрый Карамык (в верхнем течении — Карамык) — река в России, протекает в Ставропольском крае. Устье реки находится в 474 км по левому берегу реки Кума. Длина реки составляет 142 км, площадь водосборного бассейна 1960 км².

## Данные водного реестра
По данным государственного водного реестра России относится к Западно-Каспийскому бассейновому округу, водохозяйственный участок реки — Кума от Отказненского гидроузла до города Зеленокумск. Речной бассейн реки — Бессточные районы междуречья Терека, Дона и Волги.
Код объекта в государственном водном реестре — 07010000712108200002030.